# Puig Estela (Riudaura)
El Puig Estela és una muntanya de 1.361 metres que es troba al municipi de Riudaura, a la comarca catalana de la Garrotxa. Al cim podem trobar-hi un vèrtex geodèsic (referència 293087001). Es tracta d'un mirador natural que separa la Vall de Riudaura de la Vall de Vallfogona del Ripollès. És un dels punts que limita l'Espai Natural Protegit de la Riera de Bianya. Fa de límit municipal entre Riudaura i Vallfogona de Ripollès. És el punt més elevat del municipi de Riudaura i de la Serra de Puig d'Estela, seguida pel Puig Alegre (1.312 m).